# Anjos da Noite
Anjos da Noite é um filme de drama brasileiro de 1987 dirigido e escrito por Wilson Barros. É estrelado por Zezé Motta, Antônio Fagundes e Marco Nanini e acompanha a jornadas de diversos personagens durante a noite paulista. O elenco secundário é composto por Cláudio Mamberti, Guilherme Leme, Aída Leiner e Chiquinho Brandão, e conta ainda com a participação especial de Marília Pêra.
Anjos da Noite é o único filme de longa-metragem dirigido por Wilson Barros. Em seu lançamento, o filme foi considerado cult e apelidado pela crítica como um dos integrantes de um movimento do cinema nacional chamado "Neon-realismo", o qual abraçava a modernidade da narrativa. O diretor de fotografia responsável foi José Roberto Eliezer. O filme conta com recursos de orçamento fornecidos pela Embrafilme e pela iniciativa privada. Para a música, Sérvulo Augusto assinou o contrato. As filmagens começaram em 1986 e tiveram locações em São Paulo.
O filme foi em geral bem recebido pela crítica cinematográfica. Em sua estreia no 20° Festival de Cinema de Brasília, em 1987, o filme recebeu o prestigiado Troféu Candango de Melhor Filme, além de receber os prêmios de Melhor Diretor (Wilson Barros) e Melhor Fotografia (José Roberto Eliezer). Já no tradicional Festival de Gramado, o filme recebeu sete prêmios, incluindo os Troféus Kikito de Melhor Atriz para Marília Pêra e o Melhor Ator Coadjuvante para Guilherme Leme.

## Enredo
A trama é ambientada na noite paulista e gira em torno da solidão e das crises existenciais de diversos personagens que se cruzam pela cidade à procura de amor e aventura. O filme inicia-se acompanhando a resolução de dois assassinatos: o de um jovem executivo e o de um homem em uma banheira. Na cena inicial, vemos um monólogo da travesti Lola (Chiquinho Brandão), após assassinar seu amante na banheira do apartamento. Logo em sequência, o secretário Alfredo Nunes é morto por engano no lugar de Rudolph Asten, seu chefe. Esse erro é descoberto pela mídia e logo repercute pelos telejornais. É nesse momento em que dois outros personagens são apresentados: Malu Maneca (Zezé Motta) e Dr. Fofo (Cláudio Mamberti), uma empresária da noite paulsita e um delegado corrupto envolvido com narcotráfico e assassinatos.
Na agência da empresária Malu, a estudante de sociologia Cissa (Be Valério) está realizando uma pesquisa acadêmica e analisa a coleção de vídeos de Malu, a qual contém depoimentos de "damas da noite, transadores baratos, garotos de aluguel, doces travestis, tarados, gangsters tímidos e mascarados: meus anjos da noite", segundo a descrição da própria empresária. O assassino Bimbo (Aldo Bueno) chega à agência e questiona Cissa sobre a veracidade das gravações. Ele e a secretária Milene (Aída Leiner), sua amante, oferecem drogas e bebida à Cissa.
Concomitantemente na cidade, o diretor Jorge Tadeu (Antônio Fagundes) está ensaiando uma peça de teatro, a qual história se baseia na vida de um travesti que assassina seu amante em uma banheira. Para o elenco, Jorge se interessa por uma atriz, no entanto ele a leva para sua casa e exige uma noite de sexo em troca do papel. No apartamento de Jorge, a atriz encontra um cadáver na banheira, trazendo condições idênticas ao enredo da peça do diretor.
Nesse paralelo em que a verdade e ficção se misturam, um terceiro conjunto de ações é apresentado. Teddy (Guilherme Leme), um rapaz do interior que é abandonado pelo amante Guto (Marco Nanini) e trabalha como garoto de programa na agência de Malu. Ele passa então a atender o ex-namorado estabelecendo uma relação real e encenada. Ao fim do filme, durante o amanhecer, Cissa e Teddy se encontram em uma praça. Mesmo não se conhecendo, eles conversam de maneira melancólica sobre o vazio das relações pessoais.

## Elenco
- Zezé Motta como Maria Luíza Souto "Malu Maneca"
- Antônio Fagundes como Jorge Tadeu
- Marco Nanini como Guto
- Guilherme Leme como Teodoro "Teddy"
- Marília Pêra como Marta Brum
- Chiquinho Brandão como Mauro/Lola
- José Rubens Chachá como Leger
- Be Valério como Cissa
- Cláudio Mamberti como Dr. Fofo
- Aída Leiner como Milene
- Aldo Bueno como Bimbo
- Tuna Dwek como  Carioca
- Cristina Mutarelli como Magali
- Ana Ramalho como Maria Clara
- Marcelo Mansfield como Paulo
- Eliana Fonseca como Joana
- Rosaly Papadopol como Marcela
- Sérgio Mamberti como Apresentador do telejornal

## Produção

Marília Pêra atuou e foi produtora associada do filme.

### Antecedentes
O filme foi escrito e dirigido pelo cineasta paulistano Wilson Barros, sendo esse o único filme de longa-metragem de sua breve carreira. Ele faleceu aos 43 anos, em 1992, por complicações derivadas da AIDS. Barros pertenceu a uma conhecida geração de cineastas paulistanos da década de 1980, a qual possuía em sua grande parte estudantes de cinema da Escola de Comunicações e Artes da USP (ECA). A produção audiovisual desse período ficou conhecida como "Cinema de Vila" devido ao núcleo de produção de filmes instalado no bairro de Vila Madalena, em São Paulo. Tais produções são caracterizadas por acompanhar jornadas de personagens que não estão em busca de grandes sonhos de transformações sociais e pelo constante uso de tecnologias nas relações sociais, além de homenagear costumes urbanos apresentando um Brasil que está em constante modernização.
Anjos da Noite é uma continuidade da observação do cotidiano urbano da cidade de São Paulo já trabalhada por Wilson Barros em seus curtas-metragens que antecedem o filme. Aqui, a cidade é apresentada como uma "personagem múltipla", expressando o fracasso das relações sociais mediadas por barreiras, televisão e telefones impostos pela vida urbana. Esses aspectos já estão presentes nas obras Disaster Movie (1979) e Diversões Solitárias (1983), ambos curtas-metragens produzidos por Barros.

### Desenvolvimento
O filme teve apoio financeiro da Embrafilme após ter seu roteiro premiado pela agência de filmes. Seu orçamento ainda teve suporte da produtora Superfilmes e de seus coprodutores, que incluem a atriz Marília Pêra e o compositor Sérvulo Augusto. 

## Recepção

### Resposta da crítica
Anjos da Noite foi recebido positivamente pelos críticos de cinema. O filme faz parte de um seleto grupo de produções audiovisuais que marcaram a década de 1980 no cinema brasileiro. Foi citado pelo psicólogo Tales Ab'Sáber em seu livro "A imagem fria: cinema e crise do sujeito no Brasil dos anos 80", onde o autor disse que Anjos da Noite é um dos mais complexos do período e que "dá mais perspectivas para uma leitura da cultura". Ainda segundo Ab'Sáber, a construção da narrativa do filme, a qual traz uma constante quebra de ponto de vista do espectador, representa um " jogo de aparências e fundos falsos".
A crítica elogiou a estrutura narrativa fragmentada, em harmonia com ideias do diretor. Foi apontado como o filme traz um apagamento de fronteiras que separam a realidade e a ficção, além de uma fragmentação da cidade e dos personagens. Nelson Brissac Peixoto, crítico do jornal Folha de S.Paulo, escreveu: "A narrativa passa sem parar da história imediata para o teatro, para o vídeo ou para um depoimento jornalístico". Já Amir Labaki, também escrevendo para a Folha de S.Paulo, relacionou o filme com a literatura pós-moderna estadunidense, em especial à obra de John Barth. Ambos autores escrevem obras "canibalescas" e "autocríticas", cujas apresentam uma fragmentação em sintonia com a percepção do personagens de seu tempo.

## Prêmios e indicações
| Ano  | Associações                    | Categoria                                        | Recipiente(s)                        | Resultado | Ref.   |
| ---- | ------------------------------ | ------------------------------------------------ | ------------------------------------ | --------- | ------ |
| 1987 | Festival de Cinema de Brasília | Melhor Filme                                     | Anjos da Noite                       | Venceu    | [ 5 ]  |
| 1987 | Festival de Cinema de Brasília | Melhor Diretor                                   | Wilson Barros                        | Venceu    | [ 5 ]  |
| 1987 | Festival de Cinema de Brasília | Melhor Direção de Fotografia                     | José Roberto Eliezer                 | Venceu    | [ 5 ]  |
| 1987 | Festival de Cinema de Brasília | Prêmio AGFA de Melhor Fotografia                 | José Roberto Eliezer                 | Venceu    | [ 5 ]  |
| 1987 | Festival de Gramado            | Melhor Filme                                     | Anjos da Noite                       | Indicado  | [ 6 ]  |
| 1987 | Festival de Gramado            | Melhor Diretor                                   | Wilson Barros                        | Venceu    | [ 6 ]  |
| 1987 | Festival de Gramado            | Melhor Atriz                                     | Marília Pêra                         | Venceu    | [ 6 ]  |
| 1987 | Festival de Gramado            | Melhor Ator Coadjuvante                          | Guilherme Leme                       | Venceu    | [ 6 ]  |
| 1987 | Festival de Gramado            | Melhor Direção de Fotografia                     | José Roberto Eliezer                 | Venceu    | [ 6 ]  |
| 1987 | Festival de Gramado            | Prêmio Kodak de Melhor Fotografia                | José Roberto Eliezer                 | Venceu    | [ 6 ]  |
| 1987 | Festival de Gramado            | Melhor Cenografia                                | Cristiano Amaral e Francisco Andrade | Venceu    | [ 6 ]  |
| 1987 | Festival de Gramado            | Prêmio da crítica pela Linguagem Cinematográfica | Wilson Barros                        | Venceu    | [ 6 ]  |
| 1988 | Festival do SESC               | Melhor Filme                                     | Anjos da Noite                       | Venceu    | [ 11 ] |
| 1988 | Festival do SESC               | Melhor Diretor                                   | Wilson Barros                        | Venceu    | [ 11 ] |
| 1988 | Rio-Cine Festival              | Melhor Direção                                   | Wilson Barros                        | Venceu    | [ 11 ] |
| 1988 | Rio-Cine Festival              | Melhor Som                                       | Walter Rogério                       | Venceu    | [ 11 ] |
| 1988 | Rio-Cine Festival              | Melhor Montagem                                  | Renato Neiva Moreira                 | Venceu    | [ 11 ] |